# NGC 2734
NGC 2734 est une vaste et lointaine galaxie elliptique située dans la constellation du Cancer. NGC 2734 a été découverte par l'astronome allemand Albert Marth en 1828.

## Caractéristiques
Sa vitesse par rapport au fond diffus cosmologique est de 16 226 ± 20 km/s, ce qui correspond à une distance de Hubble de 239 ± 17 Mpc (∼780 millions d'al).
À ce jour, une mesure non basée sur le décalage vers le rouge (redshift) donne une distance d'environ 237,000 Mpc (∼773 millions d'al). Cette valeur est à l'intérieur des valeurs de la distance de Hubble.
En raison d'une brillance de surface égale à 14,19 mag/am2, on peut qualifier NGC 2734 de galaxie à faible brillance de surface (LSB en anglais pour low surface brightness). Les galaxies LSB sont des galaxies diffuses (D) avec une brillance de surface inférieure de moins d'une magnitude à celle du ciel nocturne ambiant.